# Mitsumine-jinja
Mitsumine-jinja est un sanctuaire Beppyo à Chichibu, dans la Préfecture de Saitama.
Situé dans les hauteurs pittoresques d'Okuchichibu, à une altitude dépassant les 1 000 mètres, il se distingue comme l'un des trois célèbres sanctuaires de Chichibu, les Chichibu Sanja. Réputé pour son ambiance spirituelle et son importance historique, le sanctuaire a acquis une notoriété en tant que "power spot (en)" de premier plan dans la région de Kanto. Il attire une multitude de visiteurs désireux de ressentir ses énergies curatives, d'explorer les légendes de Yamato Takeru, un héros célébré dans les anciennes traditions japonaises, et de vénérer Oinusama, une divinité symbolisée par un loup. La présence d'un arbre sacré vieux de 800 ans, à côté de la splendide architecture du sanctuaire, en augmente encore l'attrait.

## Histoire

### Fondation
Les origines du sanctuaire remontent au premier siècle et sont attribuées à sa fondation par le prince Yamato Takeru no Mikoto, fils du légendaire douzième empereur du Japon, Keikō. Au cours d'une expédition visant à soumettre les clans de l'Est, le prince Yamato fut captivé par la beauté de la terre depuis une crête qu'il gravit. Il a dédié le site aux divins créateurs shinto du Japon, Izanami et Izanagi, ce qui a valu à l'empereur Keikō de le nommer « Mitsumine », ce qui se traduit par « trois sommets ». Ce nom reflète les sommets distinctifs de Myōhō, Shiraiwa et Kumotori, visibles à l'est du sanctuaire.

### Développement et déclin
Le culte formel à Mitsumine Jinja a commencé à la fin du VIIe siècle avec l'arrivée d'En no Gyōja, le fondateur du Shugendō, une synthèse du shintoïsme, du taoïsme, du bouddhisme et de l'ascèse des montagnes. Une amélioration significative s'est produite environ un siècle plus tard lorsque Kūkai, un moine bouddhiste vénéré, a installé une statue du Kannon à onze têtes dans une salle bouddhiste nouvellement construite adjacente au sanctuaire.
Le sanctuaire a connu un regain de renommée et d'influence au cours de la période Kamakura, soutenu par les yamabushi (ascètes des montagnes) et les dons d'éminents samouraïs. Cependant, elle connut un déclin en 1352 après avoir soutenu Nitta Yoshioki dans un soulèvement, ce qui entraîna des mesures punitives de la part des seigneurs Ashikaga victorieux.

### Restauration et époque moderne
Un effort de restauration crucial fut lancé en 1502 par le prêtre Shugendō Gekkan Dōman, culminant en 1533 lorsque Mitsumine Jinja fut désigné temple principal régional de la secte Tendai par l'empereur Go-Nara. En 1720, la distribution d'amulettes de loups par le prêtre Nikkō Hōin, inspirées par une rencontre avec des loups considérée comme un présage divin, renforce encore la réputation du sanctuaire dans la région de Kantō.
La restauration Meiji de 1868 a conduit à la désignation du sanctuaire comme institution purement shinto, à la suite de la séparation des pratiques bouddhistes et shinto. Le XXe siècle a vu diverses rénovations et ajouts, notamment la construction du pavillon Kōunkaku et d'un café, avec d'importantes restaurations commémorant les anniversaires du sanctuaire en 2002.

## Importance culturelle et spirituelle
Le sanctuaire Mitsumine est célèbre non seulement pour son emplacement à couper le souffle et sa grandeur architecturale, mais également en tant que centre d'enrichissement spirituel et d'apprentissage culturel. L'association du sanctuaire avec d'anciennes légendes et pratiques, telles que celles de Takeru Yamato et le culte de la divinité loup Oinusama, souligne son rôle dans la préservation et la diffusion du riche héritage mythologique et religieux du Japon. L'ancien arbre sacré, vénéré pour son âge et son importance symbolique, ajoute au mystère du sanctuaire, incarnant la continuité et les profondes racines spirituelles du site.
En tant que lieu de pouvoir reconnu, le sanctuaire Mitsumine offre aux visiteurs une occasion unique de se connecter avec les anciennes traditions spirituelles du Japon dans le contexte de la beauté naturelle du pays. Qu'ils soient attirés par la foi, l'intérêt pour le patrimoine culturel ou la recherche de paix et de guérison, les visiteurs du sanctuaire Mitsumine se retrouvent plongés dans une atmosphère de sérénité et de profondeur.

## Galerie

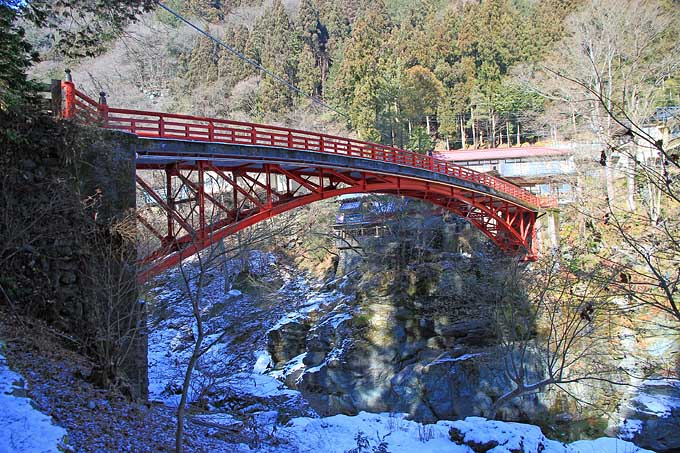
Chichibu Touryuubasi 1
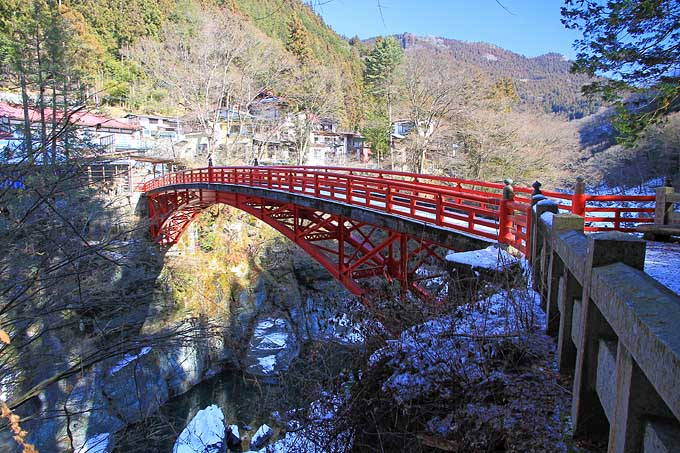
Chichibu Touryuubasi 2
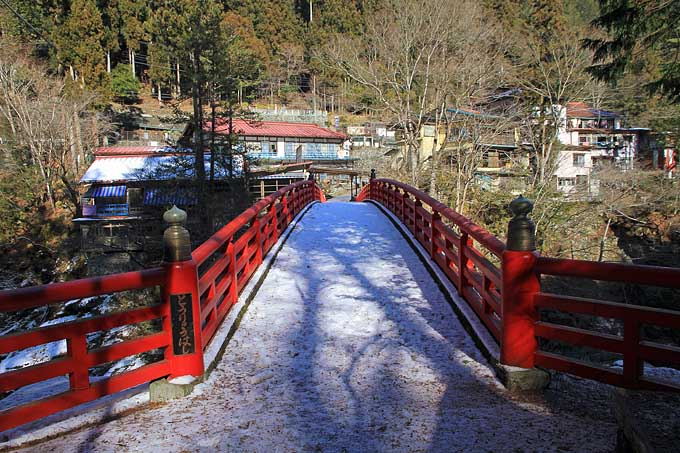
Chichibu Touryuubasi 3
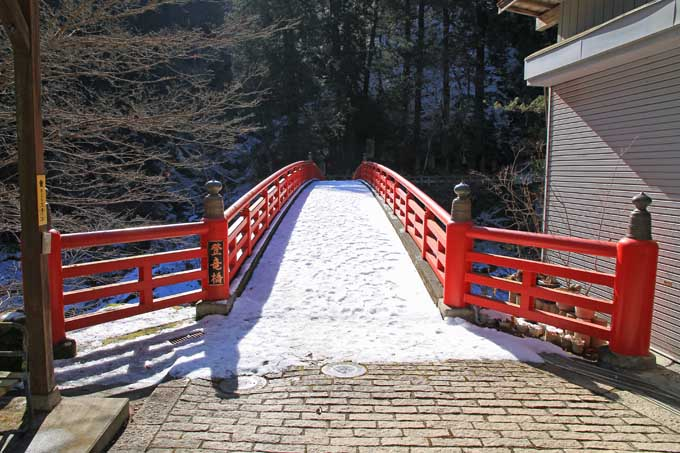
Chichibu Touryuubasi 4
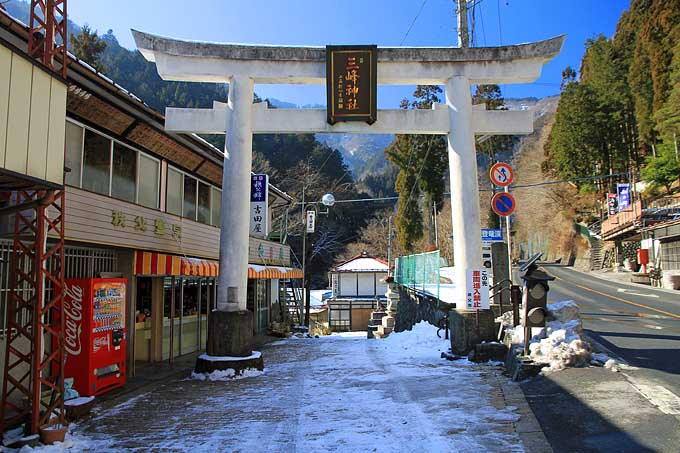
Chichibu Touryuubasi Toritukedouro 1
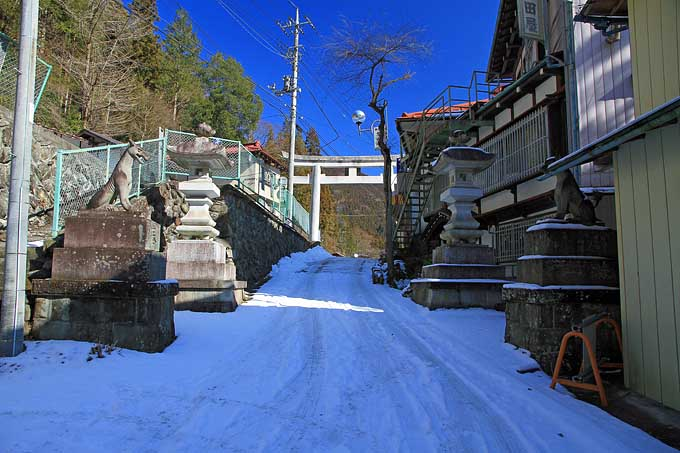
Chichibu Touryuubasi Toritukedouro 2
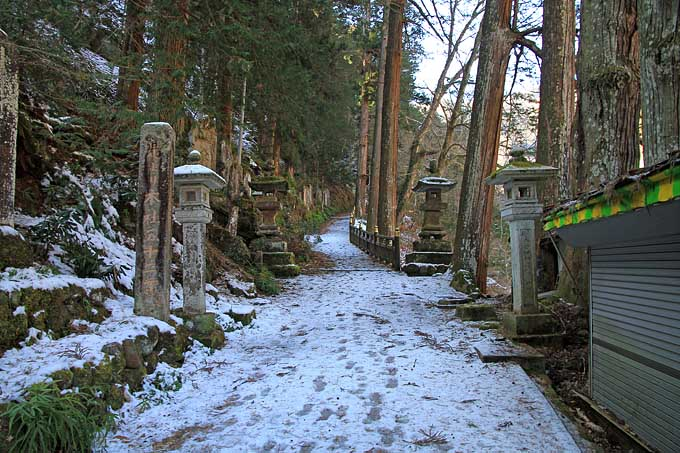
Chichibu Touryuubasi Toritukedouro 3
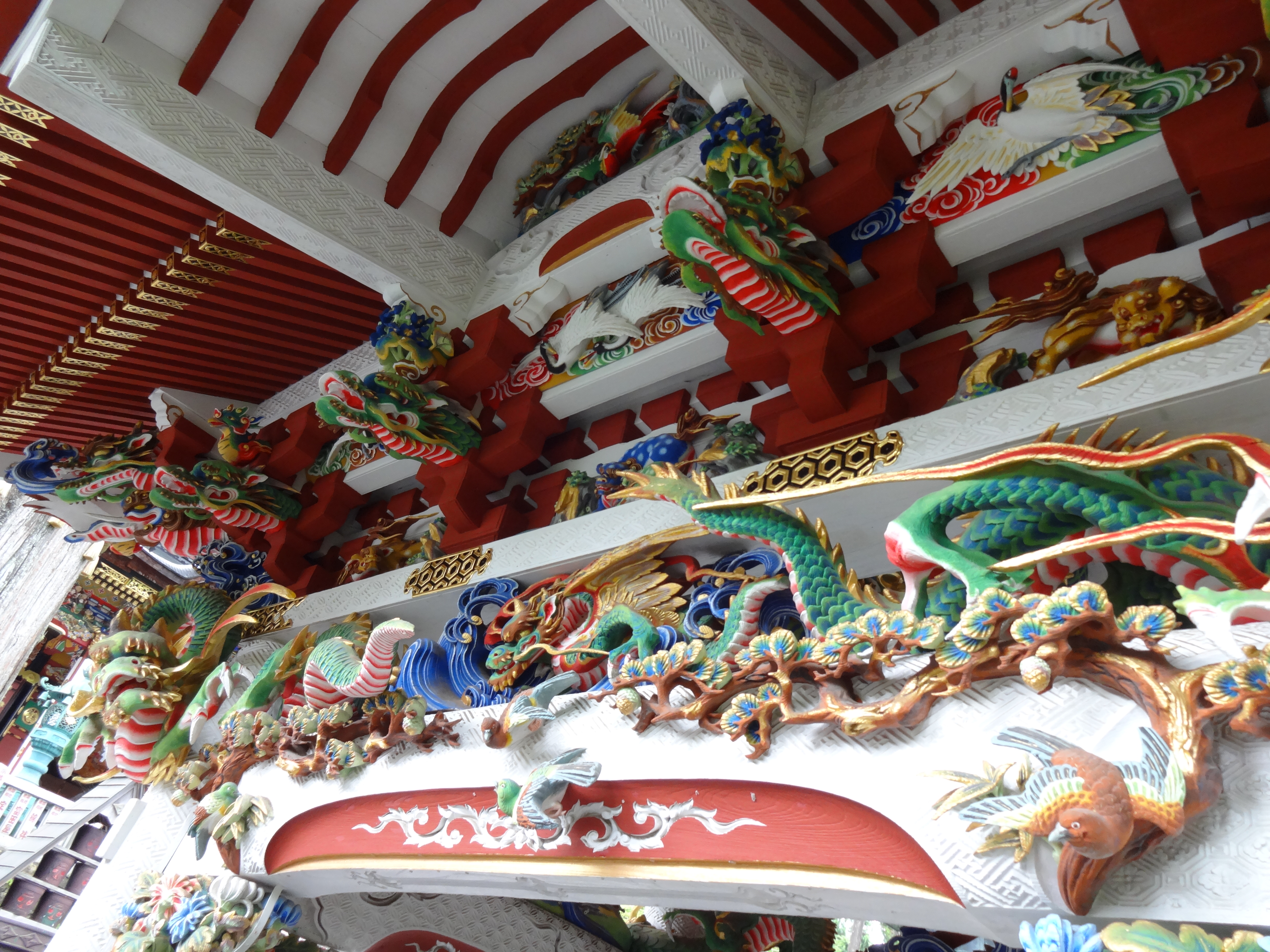
Sculptures détaillées dans un sanctuaire shinto sur le mont Kumotori
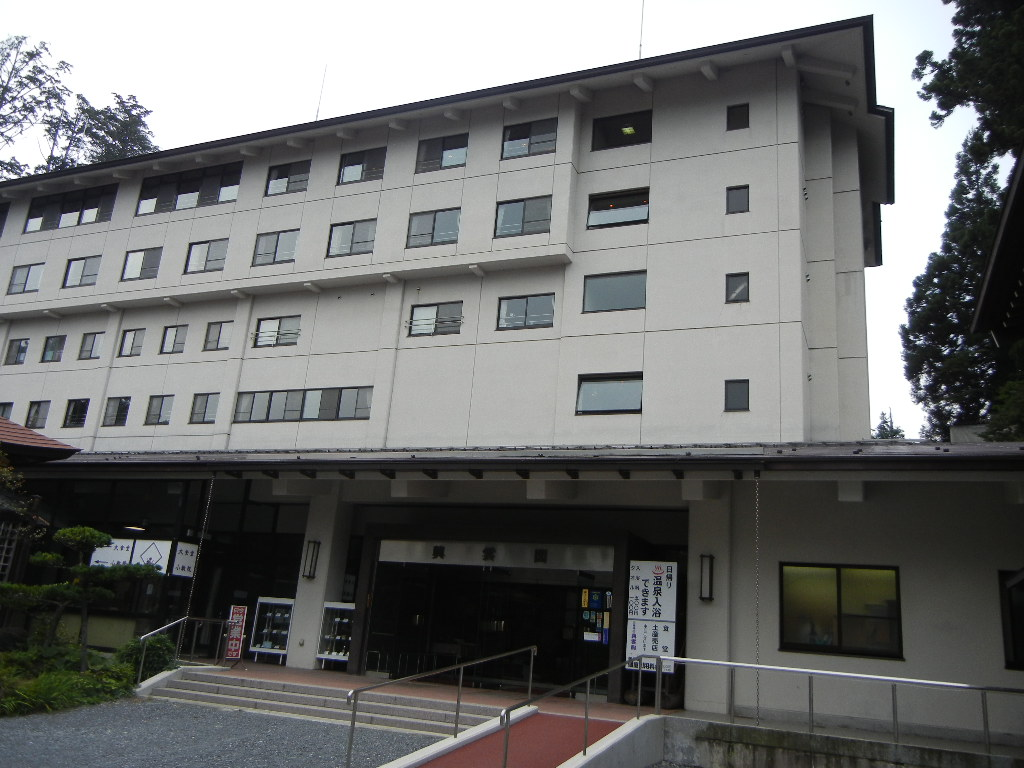
Kounkaku
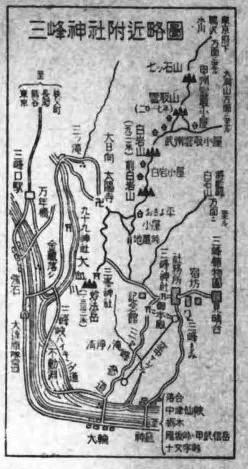
Sanctuaire Mitsumine
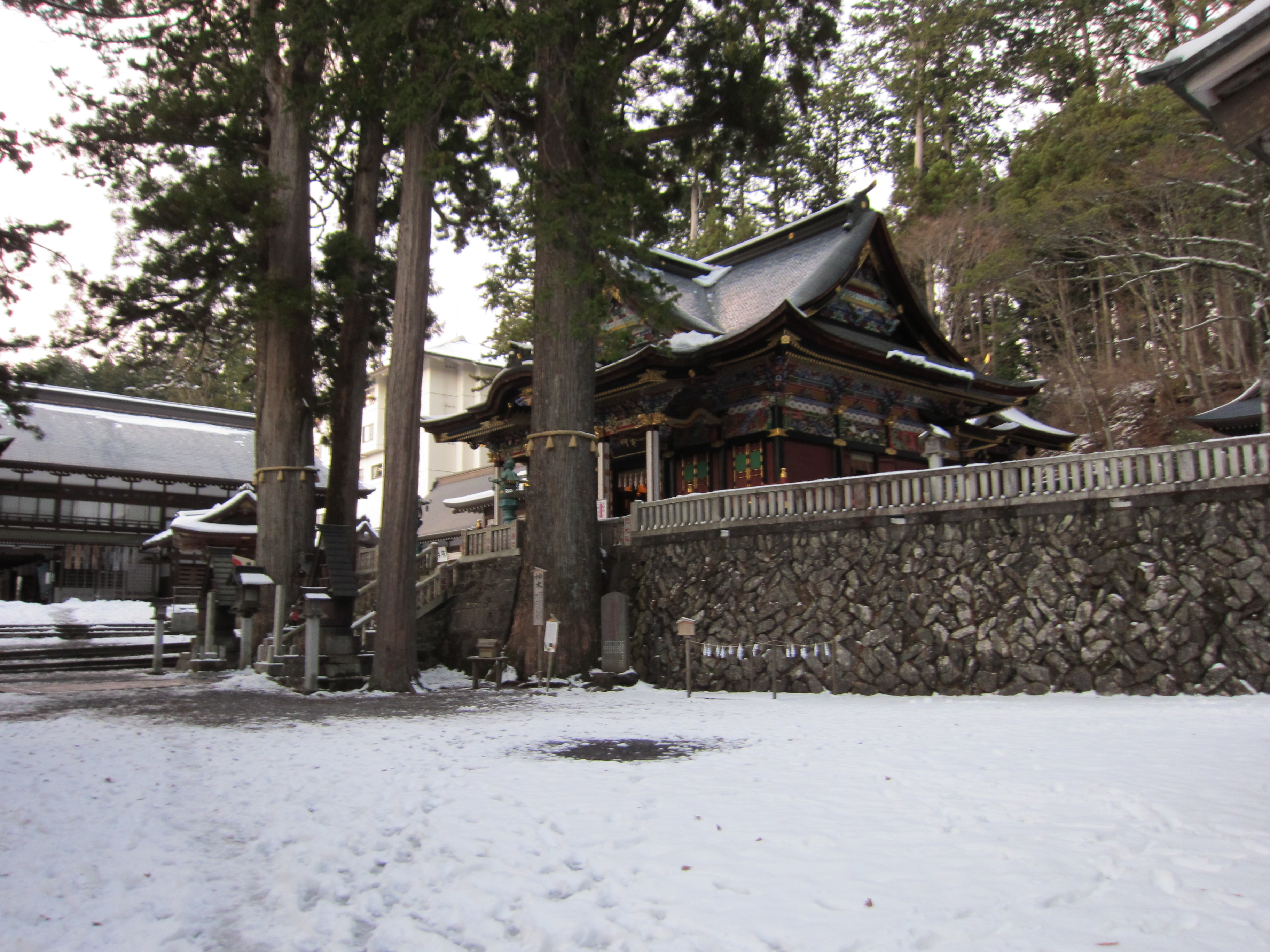
Quartier du sanctuaire Mitsumine
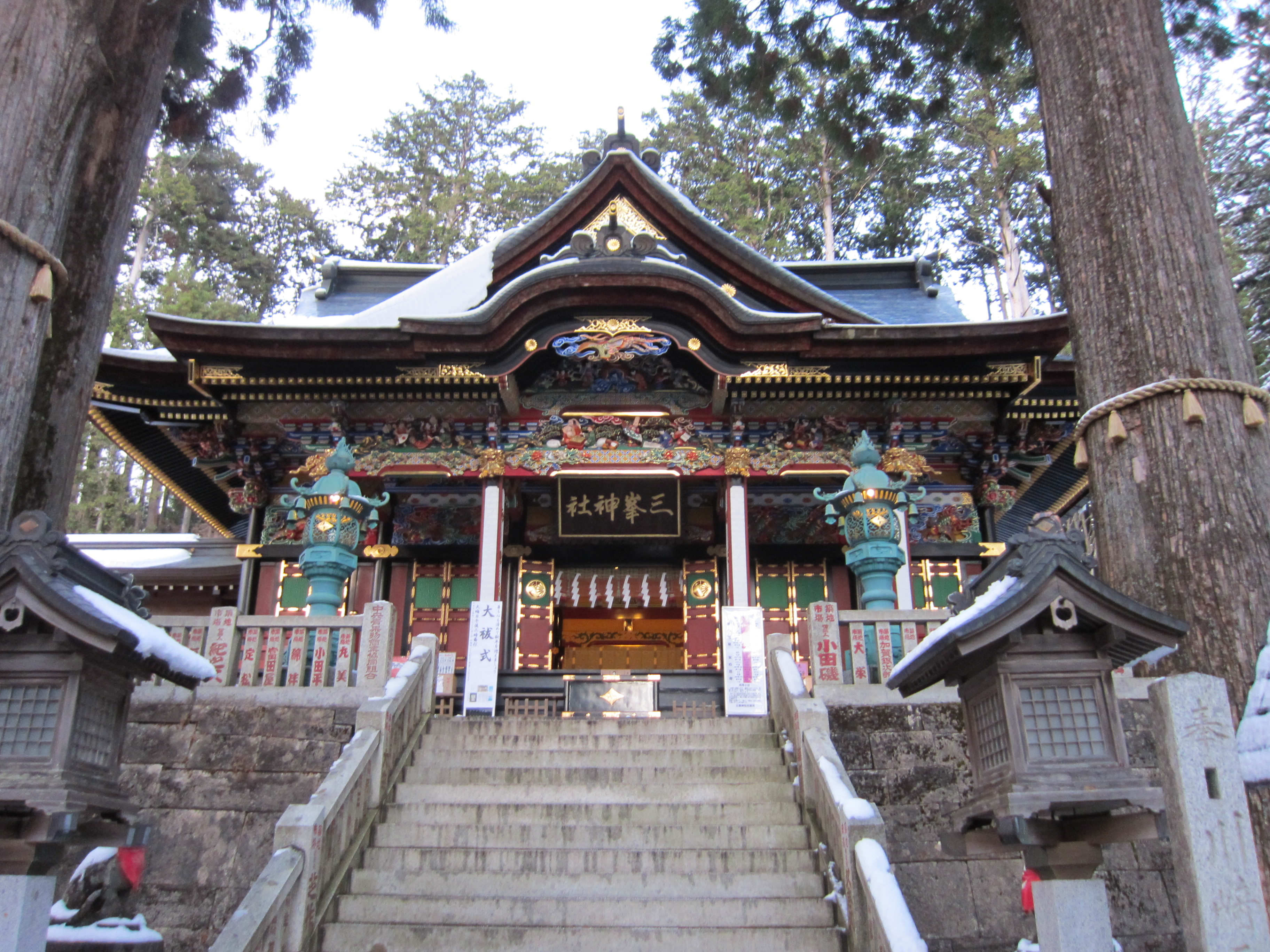
Sanctuaire Mitsumine Haiden (salle de culte)
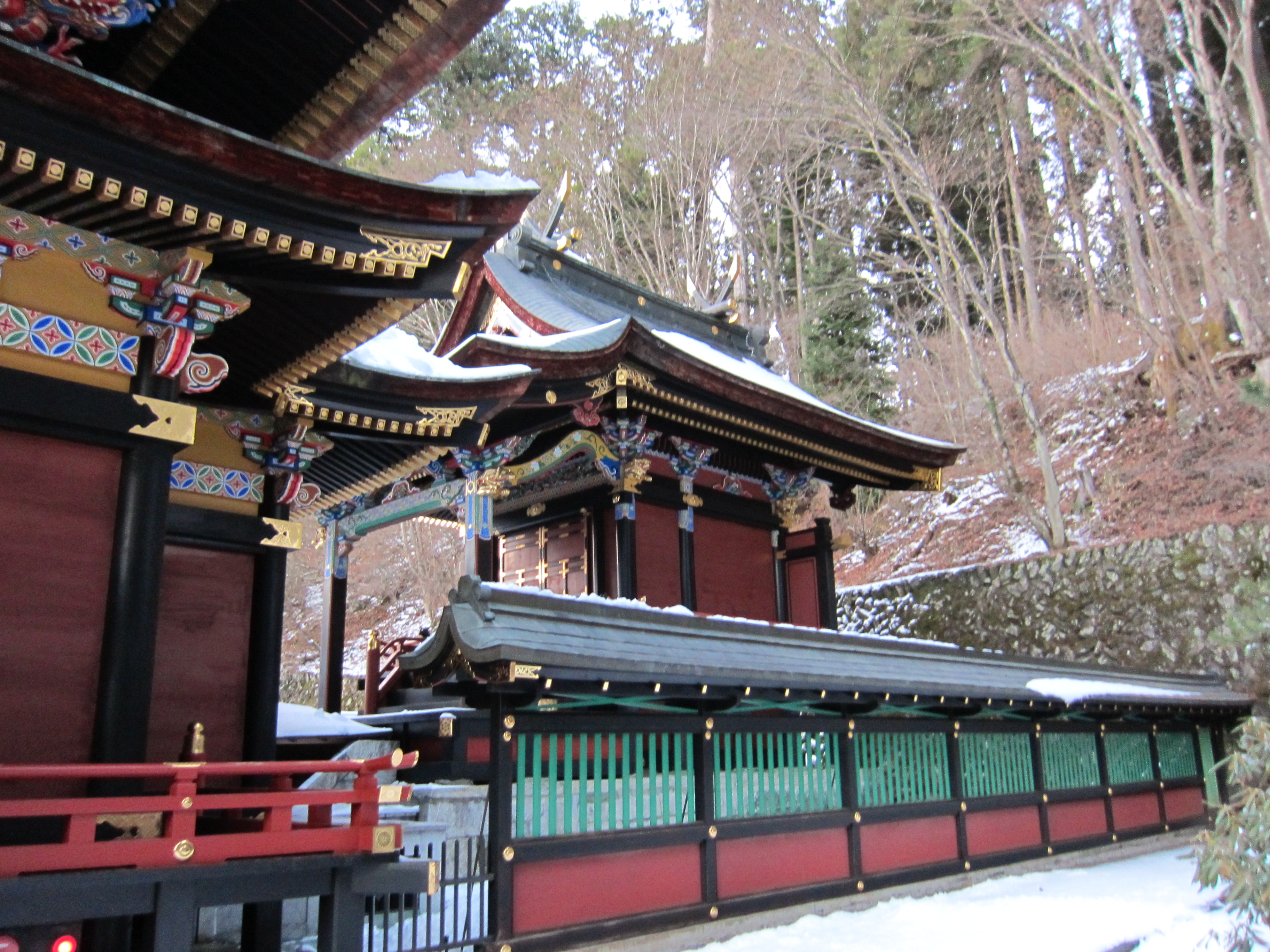
Sanctuaire Mitsumine Honden (sanctuaire principal)
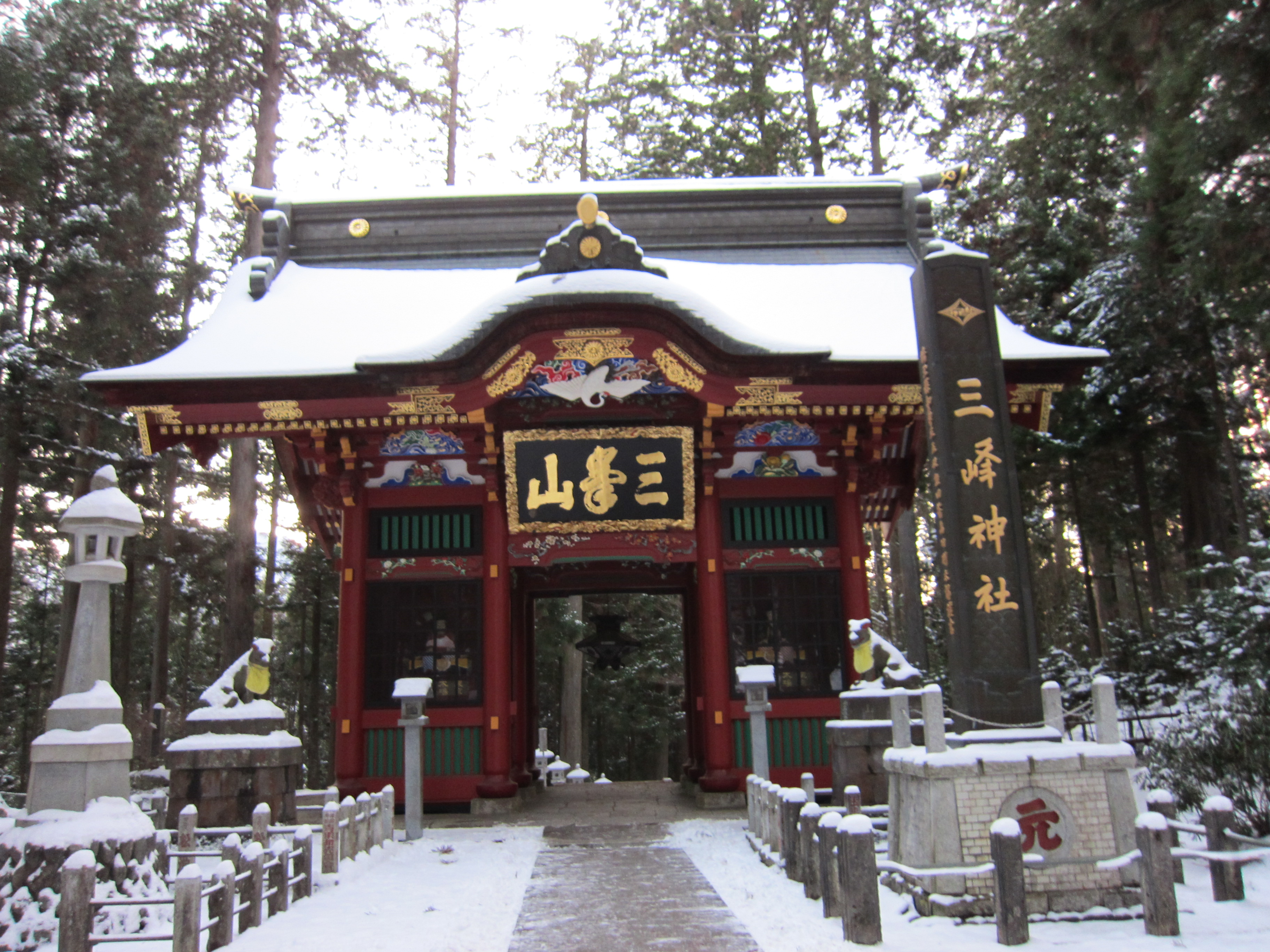
Porte Zuishinmon au sanctuaire Mitsumine
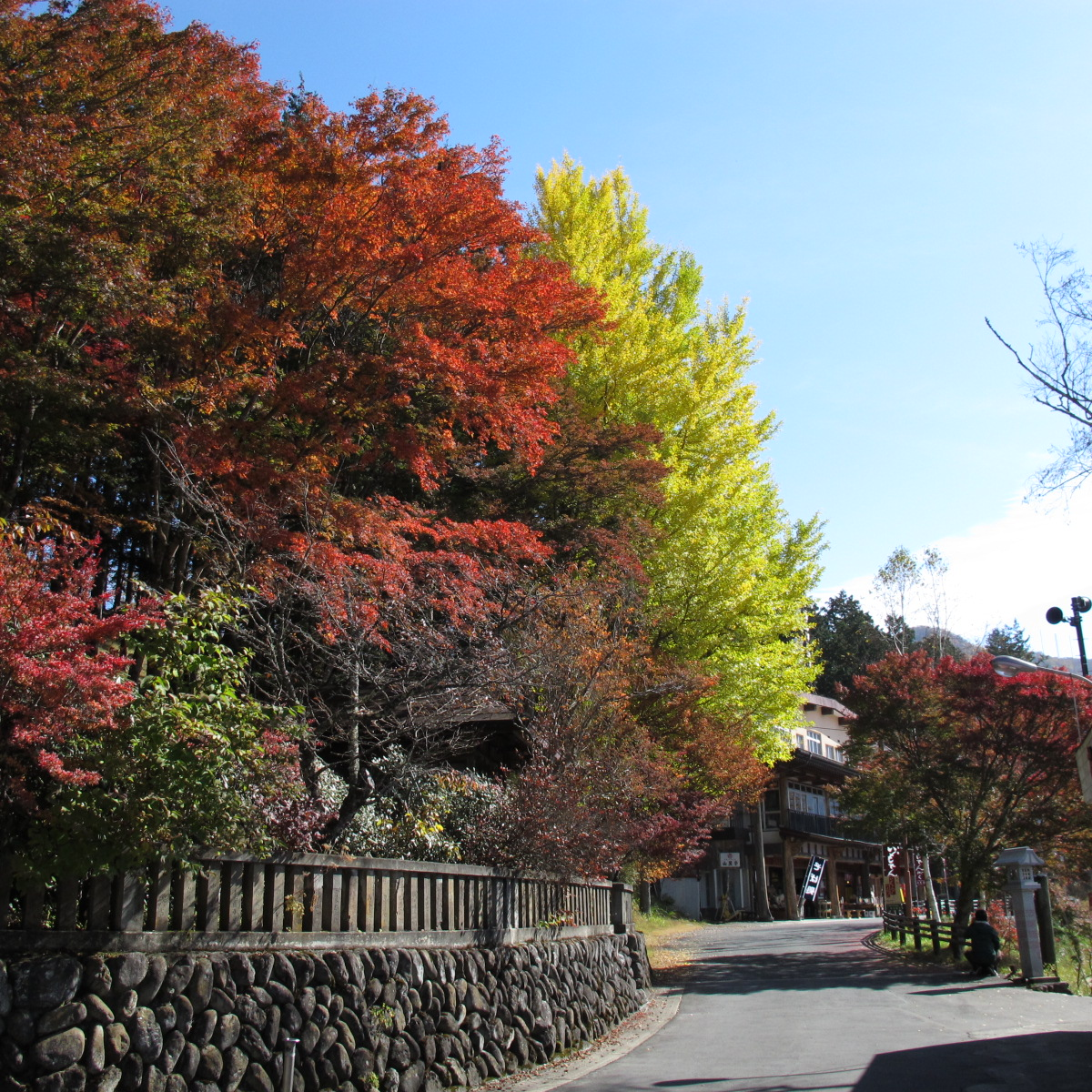
Sanctuaire Mitsumine en automne 1
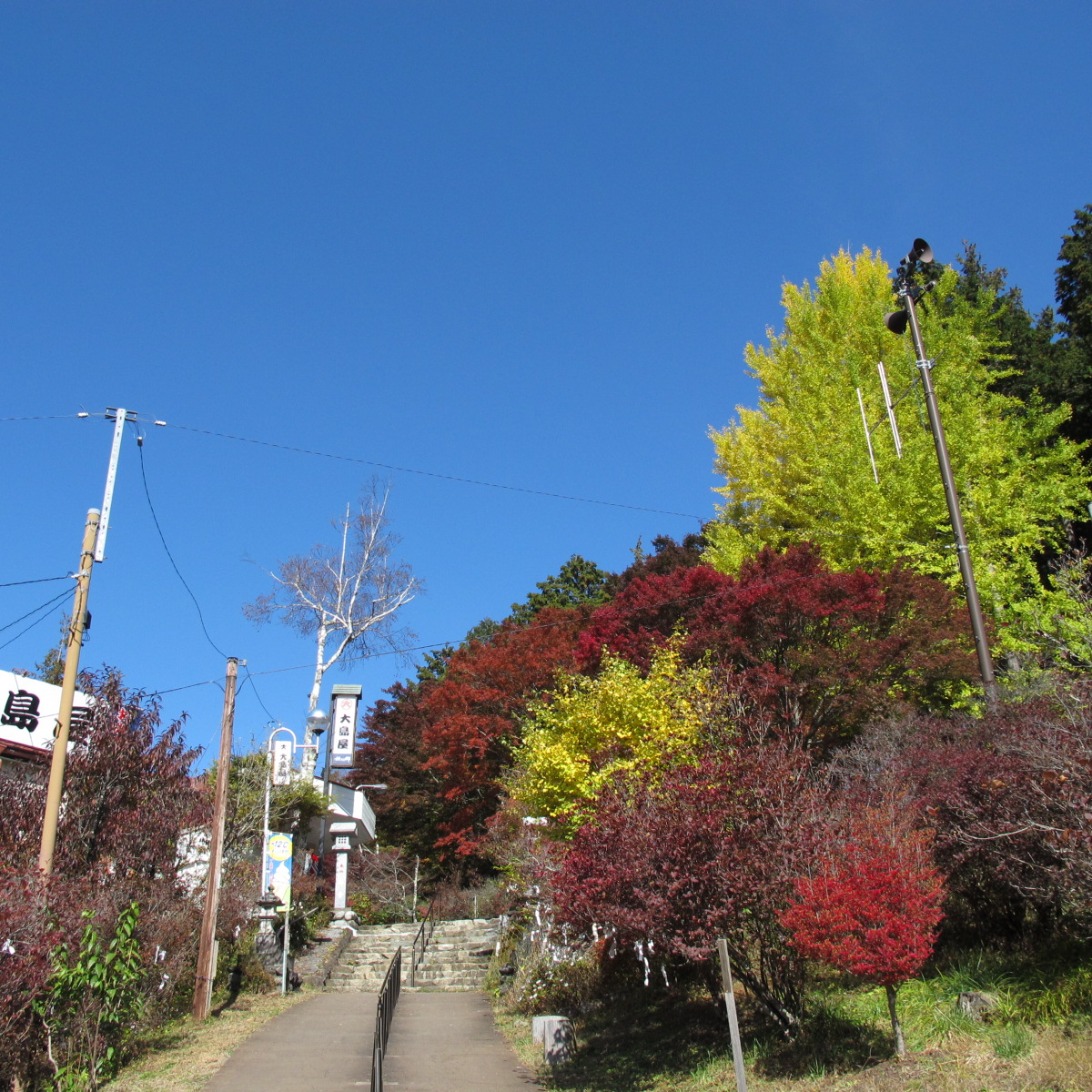
Sanctuaire Mitsumine en automne 2
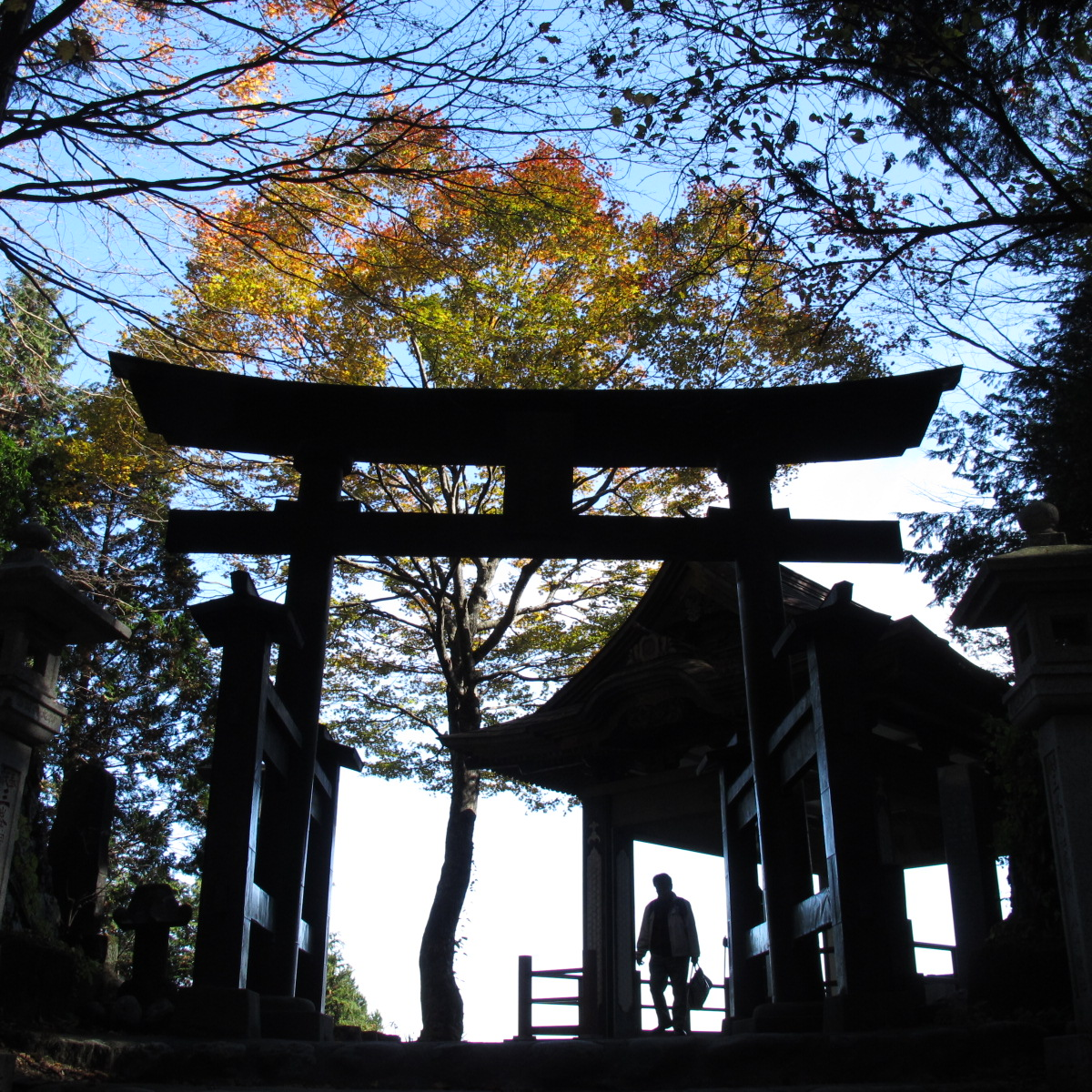
Salle de culte à distance au sanctuaire Mitsumine 1
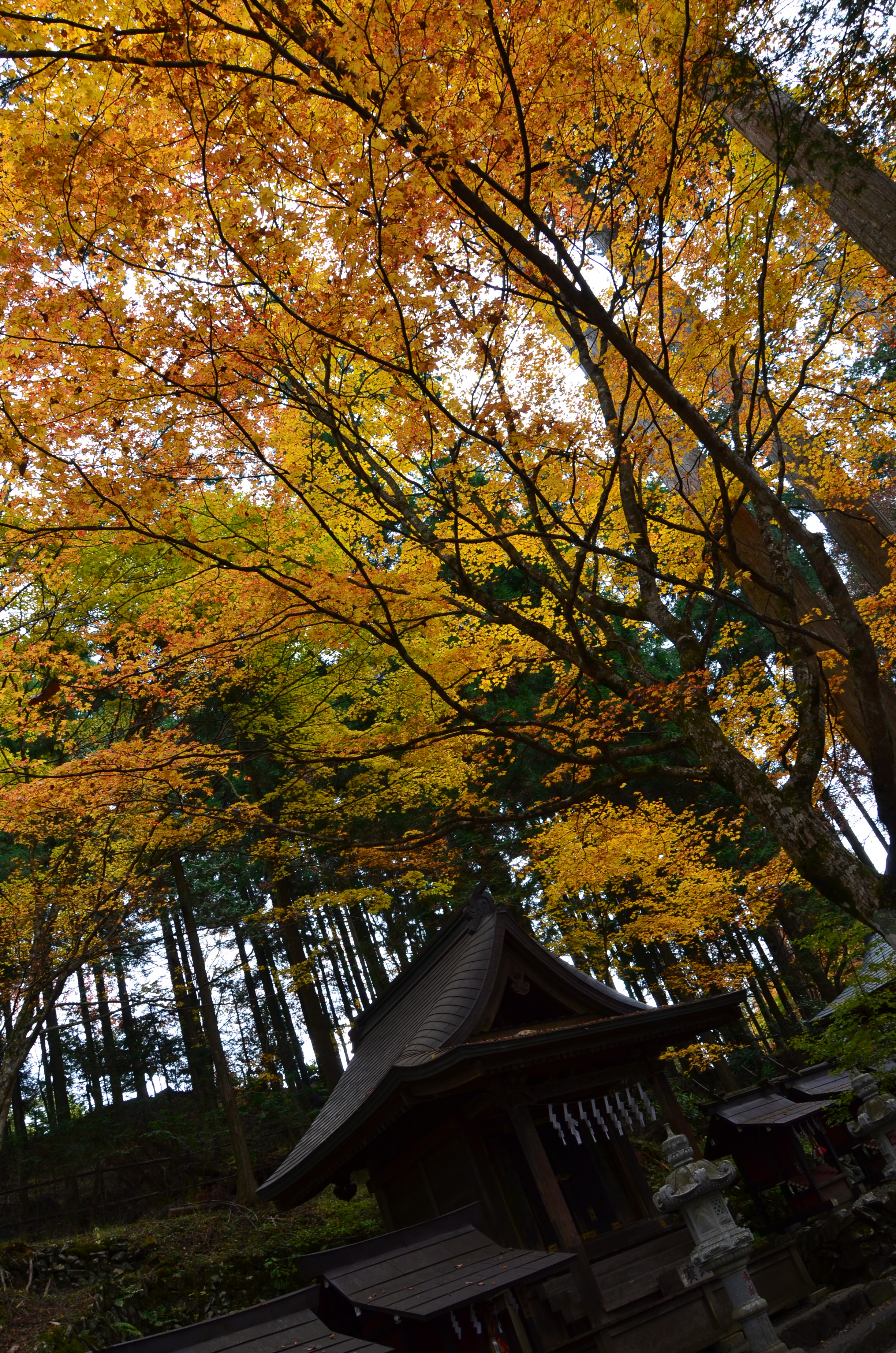
Sanctuaires auxiliaires au sanctuaire Mitsumine
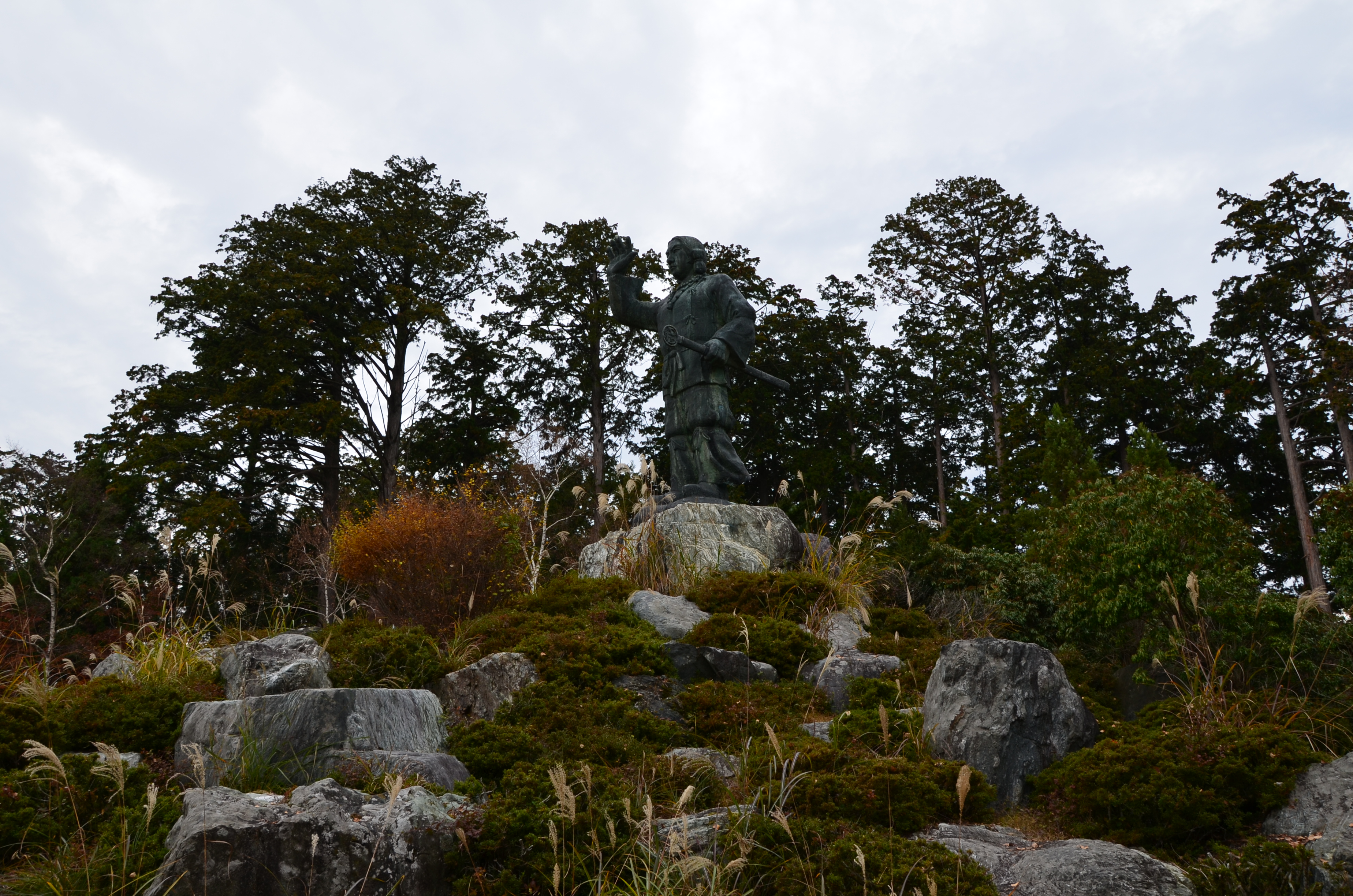
Prince Yamato Takeru au sanctuaire Mitsumine
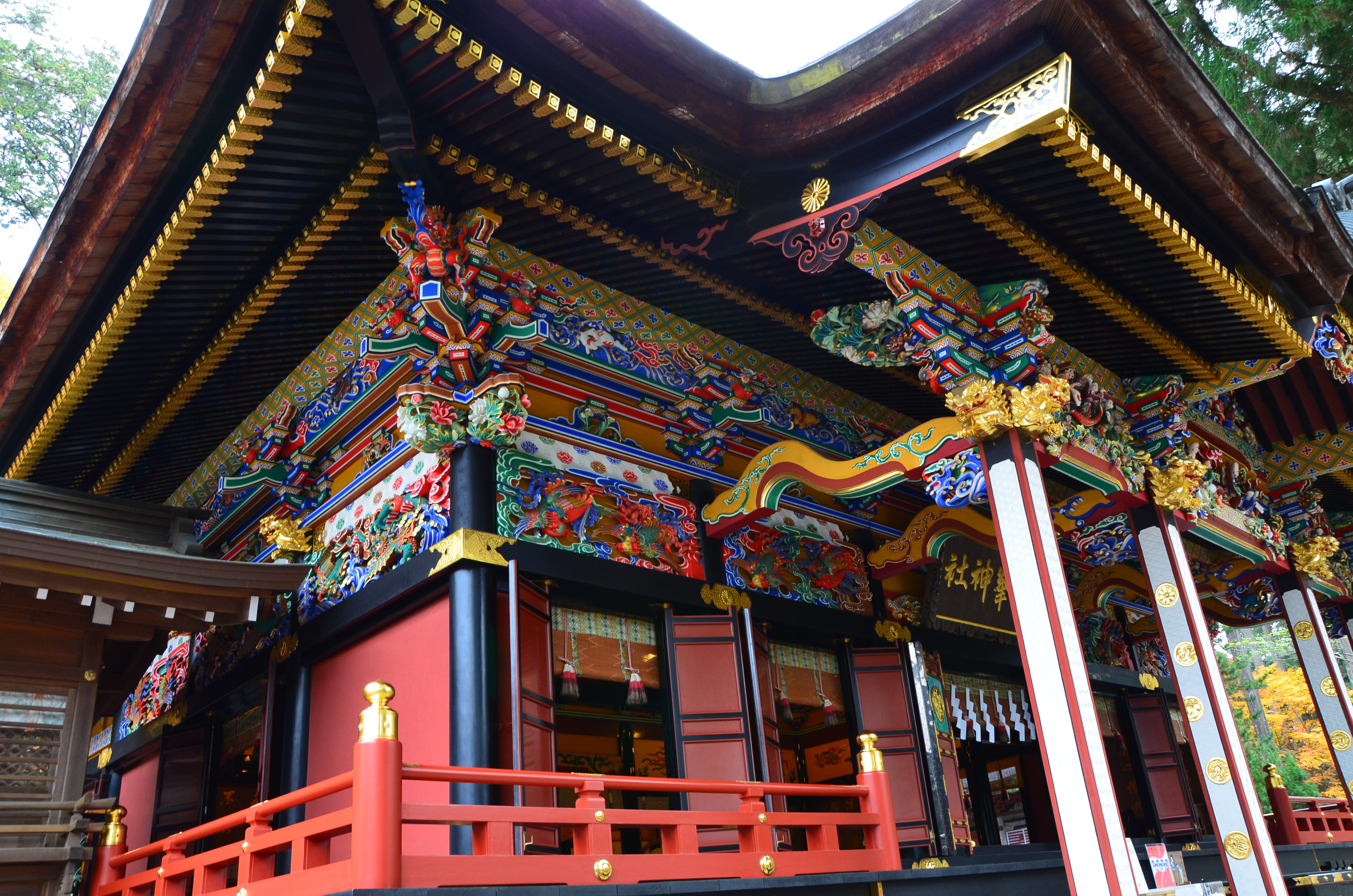
Bureau du sanctuaire Mitsumine
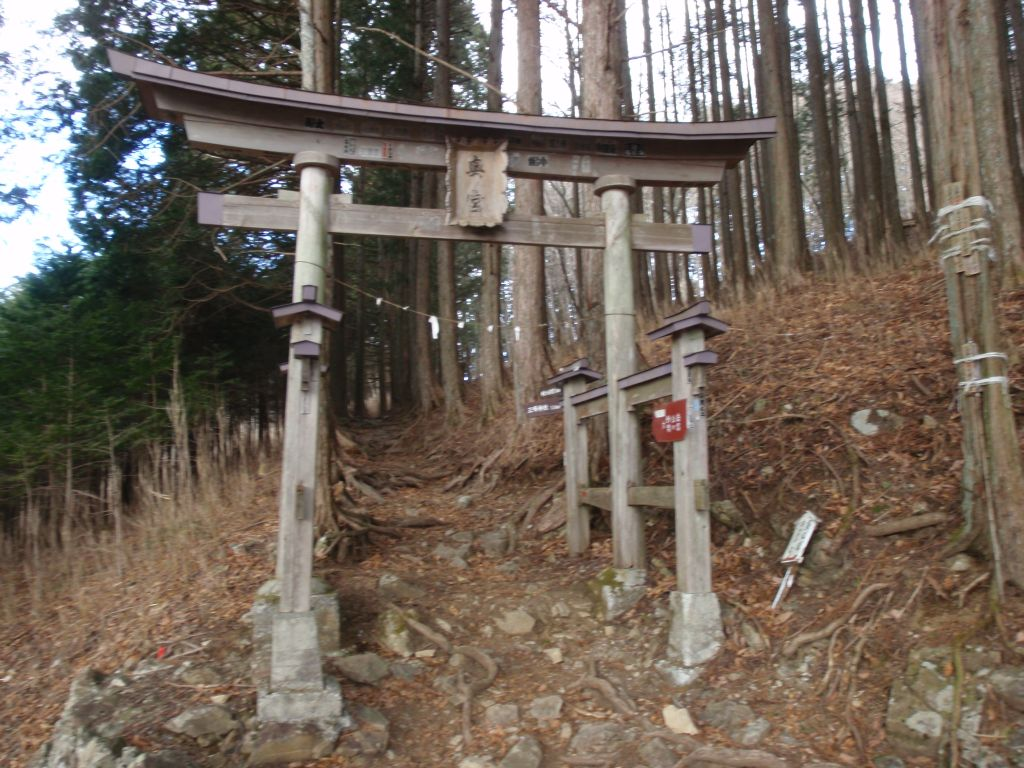
Torii au sanctuaire intérieur de Mitsumine, 2011-02-27